# 小行星5399
小行星5399（5399 Awa）是一颗绕太阳运转的小行星，为主小行星带小行星。该小行星于1989年1月29日发现。

## 轨道参数
小行星5399的轨道半长轴为2.8042385 UA，离心率为0.188。